# Onze Jongens in Miami
Onze Jongens in Miami is een Nederlandse speelfilm uit 2020. De films is het vervolg op Onze Jongens uit 2016. De film trok binnen een week 100.000 bezoekers en behaalde daarmee de status Gouden Film.

## Verhaal
Jorrit heeft inmiddels geen relatie meer en besluit om met zijn vriend Bas naar Miami te vertrekken en daar een stripclub te openen. Ze huren van huiseigenaar Pablo een pand dat gunstig ligt maar in zeer slechte staat verkeert. Met collega-bouwvakkers Thijs en Boris knappen ze de stripclub op en proberen ze er een succes van te maken, waarbij zij zelf als strippers optreden. Tegelijkertijd ontstaan er romantische verwikkelingen als Jorrit en Bas de in Miami woonachtige Nederlandse vrouwen Lola en Angie ontmoeten.

## Rolverdeling
| Acteur              | Personage     |
| ------------------- | ------------- |
| Jim Bakkum          | Jorrit        |
| Martijn Fischer     | Bas           |
| Juvat Westendorp    | Thijs         |
| Eva van de Wijdeven | Lola          |
| Malik Mohammed      | Boris         |
| Maaike Martens      | Angie         |
| Sanne Vogel         | Sammy         |
| Matheu Hinzen       | Gijs          |
| Dorien Rose         | Anna          |
| Jason Cerda         | Pablo Ramirez |
| Marit van Bohemen   | Bernadette    |